# Beniamin (Nowicki)

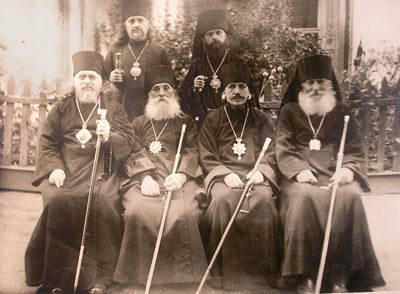
Biskup Beniamin z innymi hierarchami Ukraińskiego Autonomicznego Kościoła Prawosławnego (stoi pierwszy z prawej)

Beniamin, imię świeckie Siergiej Wasiljewicz Nowicki (ur. 4 września?/17 września 1900 w Kriwiczach, zm. 7 października 1976 w Czeboksarach) – rosyjski biskup prawosławny.

## Życiorys
Urodził się w rodzinie kapłana prawosławnego jako jedno z ośmiorga dzieci. W 1919, po ukończeniu szkoły duchownej i klas ogólnokształcących seminarium duchownego w Mińsku został nauczycielem we wsi Pieczurany (obwód miński). Po roku zrezygnował z pracy i zatrudnił się w cerkwi w Darewie w charakterze psalmisty. W latach 1922–1924 uzupełnił wykształcenie teologiczne w seminarium duchownym w Wilnie, zaś w 1925 podjął studia w Studium Teologii Prawosławnej Uniwersytetu Warszawskiego.
W kwietniu 1928 ostatecznie podjął decyzję o wstąpieniu do monasteru i został posłusznikiem w Ławrze Poczajowskiej. Śluby wieczyste złożył we wrześniu tego samego roku, przyjmując imię Beniamin. 16 września 1928 został hierodiakonem, zaś 25 grudnia 1928 hieromnichem. Rok później ukończył studia na kierunku teologia prawosławna Uniwersytetu Warszawskiego. Od marca do października 1931 był proboszczem parafii przy soborze Zaśnięcia Matki Bożej w Ostrogu, po czym wrócił do Ławry Poczajowskiej. W 1934 otrzymał godność archimandryty.
W czerwcu 1936 został skierowany do Lwowa, gdzie został ponownie proboszczem i dziekanem parafii prawosławnych w Galicji. Na miejscu zaangażował się w działania na rzecz nawracania na prawosławie grekokatolików. W 1937 uzyskał na Uniwersytecie Warszawskim tytuł magistra teologii prawosławnej, specjalizując się w prawie kanonicznym. W tym samym roku ponownie wrócił do Ławry Poczajowskiej.
15 czerwca 1941 w soborze Świętej Trójcy w Łucku miała miejsce jego chirotonia na biskupa pińskiego i poleskiego, wikariusza eparchii wołyńskiej w ramach Ukraińskiego Autonomicznego Kościoła Prawosławnego podległego Patriarchatowi Moskiewskiemu. W charakterze konsekratorów w ceremonii udział wzięli metropolita kijowski Mikołaj, biskupi Antoni (Marcenko) oraz Polikarp (Sikorski). Rezydencją hierarchy miała pozostawać Ławra Poczajowska. W zamiarze locum tenens Patriarchatu Moskiewskiego Sergiusza miał zastąpić na katedrze pińskiej Aleksandra (Inoziemcowa). Po wystąpieniu zwolenników autokefalizacji Ukraińskiego Kościoła Prawosławnego biskup Beniamin opowiedział się za jego dalszą przynależnością do Patriarchatu Moskiewskiego. W marcu 1942 został powołany na katedrę nowogrodzko-baranowicką w ramach tworzącego się Białoruskiego Kościoła Prawosławnego. Jednak już w sierpniu 1942 został przeniesiony na katedrę połtawską i łubieńską.
We wrześniu 1943 wrócił do Ławry Poczajowskiej, gdzie w 1944 został aresztowany przez NKWD, a następnie skazany na 12 lat łagrów, oskarżony o kolaborację. Po odbyciu wyroku patriarcha Aleksy I i Święty Synod Rosyjskiego Kościoła Prawosławnego wyznaczyli go od objęcia katedry omskiej i tiumeńskiej. Dwa lata później Beniamin (Nowicki) został arcybiskupem. 21 lutego 1958 został przeniesiony do eparchii irkuckiej i czyckiej.
Przed zwołaniem Soboru Lokalnego Rosyjskiego Kościoła Prawosławnego w 1971 występował przeciwko zmianom w statucie Kościoła, według których proboszczowie nie byli już członkami rad parafialnych, a tylko „zewnętrznymi pracownikami” parafii, których usunięcie przez radę było w każdej chwili możliwe. Protestów w tej dziedzinie zaprzestał, gdy został z tego powodu zatrzymany przez KGB i poddany wyczerpującym przesłuchaniom. W rozmowie z biskupem brukselskim i całej Belgii Bazylim stwierdził, iż nie byłby na siłach w swoim wieku po raz drugi przeżywać zesłania lub więzienia.
W 1973 objął zarząd eparchii czeboksarskiej i czuwaskiej. Zmarł w 1976 na atak serca.